# Sant Martí de Biert
Sant Martí de Biert és una obra de Canet d'Adri (Gironès) protegida com a bé cultural d'interès local.

## Descripció
Edifici d'una sola nau, cobert amb volta de canó, amb absis semicircular, que ha estat molt transformat per l'afegitó de capelles i el sobrealçament de la nau i l'absis. En reformes posteriors es va construir un campanar d'espadanya de dos ulls i també es modificà la porta situada a la façana sud i datada el 1861, substituint probablement la porta original. Al centre de l'absis hi ha una finestra de doble esqueixada pròpia de les reformes del segle xii. Al costat de ponent hi ha adossada la rectoria.

## Història
Aquesta església depenia, al segle x, del monestir de Sant Medir, l'emplaçament primitiu del qual era a Sant Gregori abans del seu trasllat a Amer. L'església actual va ser consagrada el 1116, en substitució d'una església anterior que havia estat construïda en temps del bisbe Ot de Girona (885-1010) i s'havia enderrocat. Aquesta nova església apareix esmentada en una butlla de l'any 1017 com a possessió del monestir de Banyoles. El 1116 fou consagrada pel bisbe de Girona, Berenguer Dalmau. Les ressenyes de les diferents visites pastorals proporcionen informació sobre les diferents modificacions que va patir l'edifici. El 1478 sabem que tenia un campanar amb dues campanes, el 1511 es dedica un nou altar a Santa Maria... L'any 1698 Biert consta com a lloc reial.